# Phoenix Infonews
Phoenix Infonews é um canal de televisão chinês de notícias com o objectivo de fazer chegar a informação do seu país de origem às comunidades chinesas na Europa.

## Ligações Externas
Site Oficial